# 亚铁氰酸镍
亚铁氰酸镍是一种无机化合物，为不溶于水的粉末。

## 性质
亚铁氰酸镍不溶于水、盐酸和铵盐溶液，可溶于氨水和氰化钾溶液。